# Rablóulti
Ulti néven két magyar kártyával játszható kártyajáték is ismert, az egyszerű ulti és a rablóulti. Az előbbit a hétköznapok során inkább talonmáriásnak, míg az utóbbit egyszerűen ulti vagy ultimó néven szoktuk emlegetni. A kártyajátékok hivatalos leírásaiban ma a rablóulti szabályrendszere szerepel ulti néven.
Az ulti a legbonyolultabb kártyajátékok egyike, a legtöbb szerencsejátékkal ellentétben a játék során a szerencsén kívül nagy szerep jut a gondolkodásnak és a logikának is.

## Szükséges hozzá
1. 3 vagy 4 játékos (utóbbi esetben minden körben egyikük kimarad és ő az osztó).
2. Egy 32 lapos magyar kártya vagy egy „csonkított” francia kártya, amelyből kivették a 2-es, 3-as, 4-es, 5-ös és 6-os lapokat.
3. Pontjegyzésre alkalmas papír, és/vagy pontszámolásra alkalmas pénz, gyufa, bab…

## A játék ismertetése
A játék lényege, hogy az adott játékfordulóban a játékos a legtöbb pontot jegyezze. A játék menete az óramutató járásával ellentétes irányba történik. Az osztótól balra ülő személy emeli el a paklit, a jobbra ülő kezd. Aki kezd, az kapja a képpel lefelé fordított két lap – más néven talon – első megtekintésének lehetőségét. Az osztás után a játék két részre tagozódik. A licitre és a „bizonyításra”. Az elsőben az egyik játékos vállalásokat tesz, míg a másodikban (a hívások-ütések során) derül ki, hogy képes-e állni a szavát.

### Licitálás
Aki megnézi a talont, annak az alábbi táblázat szerint mindig kell egy úgynevezett bemondást (vagy más néven licitálást) tennie, miután visszahelyezett a talon helyére két általa kiválasztott, képpel lefelé fordított kártyát. Ez a bemondás nem lehet az előző bemondásoknál alacsonyabb vagy azokkal azonos szinten, így mindig legalább eggyel nagyobb szintre kell licitálni. A talon első megtekintője a táblázatból bármelyik elemet kiválaszthatja. Egy bemondás után a következő játékos két dolgot tehet: felveszi a talont („benyúl”), de akkor az előzőnél nagyobbat kell mondania, vagy helyben hagyja és passzol. A harmadik játékos előtt is ugyanez a lehetőség áll. Ha bármelyikük bemond egy új licitet, akkor egy újabb licitkör kezdődik, így tehát minden játékosnak van lehetősége az adott licitmondást felülbírálni, teljesen a Piros 20-100 ulti terített durchmars-ig. Sőt, a kört kezdő játékosnak is lehetősége van erre, és egy magasabb bemondással újabb kört kezdhet, anélkül, hogy valaki rajta kívül látta volna a lent fekvő két kártyát. Teheti ezt úgy is, hogy ehhez újra felveszi (és cserélheti) az általa az imént lerakott talont (ezt hívják önrablásnak) vagy akár lent is hagyhatja. Ha a játék (végrehajtó része) elkezdődik, a bemondó félreteszi a talont, és csak a játék végén fedi fel a többiek előtt.

### Első kör
A játék második része (hívások, ütések) akkor kezdődik el, amikor a legutolsó bemondást  (tkp. vállalást) egyik játékos sem akarja felülbírálni. Ekkor a bemondó játékoson van a sor, hogy elkezdje a játékot. Ha nem piros előtaggal kezdődő, de aduval rendelkező bemondást tett, akkor az adu színének megnevezésével, majd egy kártya lerakásával kezdi meg a játékot. A játék lényege: színre színt, ha nincs, akkor adut kell rakni, és mindig kötelező felülütnie (amennyiben van rá lehetősége) a lerakott kártyát a soron következő játékosnak. Az első körben történik még a kézben tartott bélák ( azonos színű felső-király párok) bemondása is, amelyek az adu színéből 40-et, más színből 20-at érnek. Az első kör jellemzője még a kontrázás, melynek lényege, hogy a bemondás egyes részeit, vagy egészét többszörös pontszámra emelik a nagyobb nyeremény reményében. Ez ellen a második kör elején tehet a bemondó egy újra kontrázást, mely újra megduplázhatja a pontszámokat és amit a védők már nem kontrázhatnak tovább. A kontra szintek lejjebb találhatóak. Aki viszi az adott kört, az a kártyákat lefordítja és maga elé leteszi, és ő lesz a következő hívó.

### Terítés
Terített játékoknál a bemondó a második kör elején kiteríti lapjait, esetleg a védők is terítenek. A terítés színek és erősség szerint rendezett lapokkal történik. A vitás helyzetek elkerülése érdekében érdemes tisztázni a terítés értelmezését, több megoldás is elfogadott. A legegyszerűbb esetben mindenki terít, de úgy is játsszák, hogy csak a bemondó terít – ezzel a játék érdekesebbé tehető, hisz a két védő nem ismeri a talon tartalmát.
A bemondónak a játék bármely pontján joga van teríteni és kiterített lapokból játszani – például ha már foghatatlanná vált a korábbi gyengébb lapja. A védő játékosok a terített játékok kivételével nem teríthetnek – ha azonban a felvevő terített, a védők is teríthetnek, de ez nem kötelező.

### Utolsó kör és számolás
A játék menete 10 körre tagolódik, mivel minden játékosnak 10 kártya van kezdésnél a kezében. Aki a 10. kört nyeri (azaz övé az utolsó ütés) az +10 pontot kap a számolásnál. A lapok elfogytával kezdődik a számolás, ennek lényege, hogy kié a „parti” vagy az egész játék (passz, piros passz esetében). A számolásnál az utolsó ütés 10-et, minden ász és 10-es 10-et ér, a bélákkal együtt, a kihívók pontjait összeadjuk és összehasonlítjuk a bemondóéval. Az nyeri a partit aki(k)nek több a pontja. A parti alapesetben 1 vagy egyszeres pontot jegyez, de ha 100 ponttal nyernek a másik ellenében, akkor az a kétszeresét jegyzi.
Amennyiben a talonban tízes és/vagy ász található, akkor az a védők pontjaihoz számítandó.
Ha a bemondó vagy a védők összesen 100-at jelentenek király-felső párokkal 1x40-et +3x20-at, ez is 80-nak számít, nem lehet kizárólag jelentésekkel nyerni a partit, legalább egy ászt, tízest vagy az utolsó ütést el kell vinni a győzelemhez. Ha elbukik az ulti bemondás, úgy a bemondója dupláját fizeti ki a védőknek, tehát színben 8, pirosban 16 egységet, csendes játékban pedig 4 és piros csendes bukott ulti 8-8-at „ér”.

### Eredmények kifizetése
A játék végén történik a kifizetés. Az egyszerű szimpla megkontrázatlan és előtag nélküli partiknál nagyon egyszerű, a táblázat szerint zajlik. Ha kontra volt akkor a kontrák milyenségét és mennyiségét is figyelembe kell venni, az előtagokkal együtt. Ha már megtörtént az összesítés, csak azután következik a kifizetés, mivel könnyen előfordulhat a pénz az ablakban szituáció.
Pár megjegyzés:
- ha a 100 vagy több pont viszi a partit, akkor az bemondás nélkül is a kétszeresét éri (csendes 100)
- ha sima passz kontrázva van, és abból csendes ulti lesz, akkor a kontra arra is érvényes (de akkor a parti értékét nem számoljuk), valamint ugyanez igaz bármire, amiből csendes ulti lesz.
- 40-100 és 20-100 esetében több bélás (király, felső egy színből) bemondása nem lehetséges, tehát a számolásnál sem számítanak

### Bedobás
A játék feladása a bemondó által az első kör megkezdése előtt a licit kontrázott alappontjainak kifizetésével. Ilyenkor nincs játék csak fizetés, és új játszma kezdődik. Jellemzően akkor fordul elő ha a licitáló hazardírozott vagy rontani akarta más lapját, de rajta hagyták a bemondást.

### Szabálytalanság(renonsz)
A játékos nem tesz eleget a játék szabályainak (pl. nem üt fölül nagyobb értékű azonos színű lappal vagy aduval, pedig tudna). Ilyen a partner segítése is (pl. 40 jelentése, mikor nincs parti). Ekkor a többiek beismertetik a hamiskártyással, hogy hibát követett el, és kifizettetik a kör után kontrákkal együtt fizetendő összeg dupláját. Szabálytalanságot a felvevő (bemondó) vagy valamelyik védő is elkövethet, ez utóbbi esetben a vétkesnek a társával azonosan fizetnie kell.

## Licittáblázat
| Pont (nyerő) | Pont (elbukva) | Licit                                | Csendes 100 | Csendes ulti | Csendes durchmars | Adu színe |
| ------------ | -------------- | ------------------------------------ | ----------- | ------------ | ----------------- | --------- |
| 1            | 2              | Passz                                | 2 (!)       | 2            | 3                 | 3-féle    |
| 2            | 4              | Piros passz                          | 4 (!)       | 4            | 6                 | Piros     |
| 4            | 8              | 40-100                               | -           | 2            | 3                 | 3-féle    |
| 4+1          | 4+1            | Négy ász                             | 2 (!)       | -            | -                 | 3-féle    |
| 4+1          | 8+1            | Ulti                                 | 2 (!)       | -            | 3                 | 3-féle    |
| 5            | 5              | Betli                                | -           | -            | -                 | -         |
| 6            | 12             | Durchmars                            | -           | 2            | -                 | 3-féle    |
| 6            | 12             | Színtelen durchmars                  | -           | -            | -                 | -         |
| 8            | 16             | 40-100 négy ász                      | -           | 2            | -                 | 3-féle    |
| 8            | 16             | 40-100 ulti                          | -           | -            | 3                 | 3-féle    |
| 8            | 16             | Piros 40-100                         | -           | 4            | 6                 | Piros     |
| 8            | 16             | 20-100                               | -           | 2            | 3                 | 3-féle    |
| 8+1          | 16+1           | Ulti négy ász                        | 2           | -            | -                 | 3-féle    |
| 8+2          | 8+2            | Piros négy ász                       | 4           | 4            | -                 | Piros     |
| 8+2          | 16+2           | Piros ulti                           | 4 (!)       | -            | 6                 | Piros     |
| 10           | 10             | Piros betli vagy rebetli             | -           | -            | -                 | -         |
| 10           | 20             | 40-100 durchmars                     | -           | 2            | -                 | 3-féle    |
| 10           | 20             | Ulti durchmars                       | 2           | -            | -                 | 3-féle    |
| 12           | 24             | 40-100 ulti négy ász                 | -           | -            | -                 | 3-féle    |
| 12           | 24             | 20-100 négy ász                      | -           | 2            | -                 | 3-féle    |
| 12           | 24             | 20-100 ulti                          | -           | -            | 3                 | 3-féle    |
| 12           | 24             | Redurchmars                          | -           | -            | -                 | -         |
| 12           | 24             | Piros durchmars                      | -           | -            | -                 | Piros     |
| 12           | 24             | Terített durchmars                   | -           | -            | -                 | 3-féle    |
| 14           | 28             | 40-100 ulti durchmars                | -           | -            | -                 | 3-féle    |
| 14           | 28             | 20-100 durchmars                     | -           | 2            | -                 | 3-féle    |
| 16           | 32             | 20-100 ulti négy ász                 | -           | -            | -                 | 3-féle    |
| 16           | 32             | Piros 40-100 ulti                    | -           | -            | 6                 | Piros     |
| 16           | 32             | Piros 40-100 négy ász                | -           | 4            | -                 | Piros     |
| 16           | 32             | Piros 20-100                         | -           | 4            | 6                 | Piros     |
| 16           | 32             | 40-100 terített durchmars            | -           | 2            | -                 | 3-féle    |
| 16           | 32             | Ulti terített durchmars              | -           | -            | -                 | 3-féle    |
| 16+2         | 32+2           | Piros ulti négy ász                  | 4           | -            | -                 | Piros     |
| 18           | 36             | 20-100 ulti durchmars                | -           | -            | -                 | 3-féle    |
| 20           | 40             | 40-100 ulti terített durchmars       | -           | -            | -                 | 3-féle    |
| 20           | 40             | Piros 40-100 durchmars               | -           | 4            | -                 | Piros     |
| 20           | 40             | Piros ulti durchmars                 | 4           | -            | -                 | Piros     |
| 20           | 40             | 20-100 terített durchmars            | -           | 2            | -                 | 3-féle    |
| 20           | 20             | Terített betli                       | -           | -            | -                 | -         |
| 24           | 48             | 20-100 ulti terített durchmars       | -           | -            | -                 | 3-féle    |
| 24           | 48             | Piros 40-100 ulti négy ász           | -           | -            | -                 | Piros     |
| 24           | 48             | Piros 20-100 négy ász                | -           | 4            | -                 | Piros     |
| 24           | 48             | Piros 20-100 ulti                    | -           | -            | 6                 | Piros     |
| 24           | 48             | Piros terített durchmars             | 4           | 4            | -                 | Piros     |
| 24           | 48             | Színtelen terített durchmars         | -           | -            | -                 | -         |
| 28           | 56             | Piros 40-100 ulti durchmars          | -           | -            | -                 | Piros     |
| 28           | 56             | Piros 20-100 durchmars               | -           | 4            | -                 | Piros     |
| 32           | 64             | Piros 20-100 ulti négy ász           | -           | -            | -                 | Piros     |
| 32           | 64             | Piros 40-100 terített durchmars      | -           | 4            | -                 | Piros     |
| 32           | 64             | Piros ulti terített durchmars        | 4           | -            | -                 | Piros     |
| 36           | 72             | Piros 20-100 ulti durchmars          | -           | -            | -                 | Piros     |
| 40           | 80             | Piros 40-100 ulti terített durchmars | -           | -            | -                 | Piros     |
| 40           | 80             | Piros 20-100 terített durchmars      | -           | 4            | -                 | Piros     |
| 48           | 96             | Piros 20-100 ulti terített durchmars | -           | -            | -                 | Piros     |

Magyarázat a pontok értelmezéséhez:
- a pont (nyerő) mezőt a felvevő (bemondó) kaphatja meg, akkor ha a teljesítését véghez vitte, ekkor a másik két játékos ezt az összeget kifizeti neki, tehát ezt ő kétszer nyeri meg.
- a pont (elbukva) mezőt a védők kaphatják meg a felvevőtől, ha a bemondását nem tudja teljesíteni. Tehát ezt az összeget a felvevő kétszeresen elbukja, mert mindkét védőnek ki kell ugyanazt az összeget fizetnie.

Az ultijáték folyamatos fejlődését jelzi, hogy egyre több ultis társaság – így az internetes portálok játékosai is – az előbbi liciteket újabb vállalással egészítették ki (vélhetően Dr. Kovács Endre Ultikódex c. könyve nyomán). Ez a licit pedig a 4 ász, amikor a felvevő azt vállalja, hogy a játék során mind a négy ászt elviszi. A különféle licitrendszerek mára egyetértenek abban, hogy a négy ász értéke 4 (pirosban 8) egység, ami kiegészül a partival, tehát – ugyanúgy mint az ulti – 4+1 (8+2) egységet ér. A négy ászt bármilyen más licittel lehet összetett vállalásként mondani, kivéve a durchmarsot. Az ulti szabályainak naprakészsége miatt a négy-ász bemondások is bekerültek a licittáblázatba.
A 4 tízes játék hasonlóan a 4 ász licithez azt jelenti, hogy a bemondója vállalja: mind a 4 tízes lapot elüti, ezt a licitet csupán néhány járásban játsszák, értéke a 4 ász duplája.
A 24 egységen felüli bemondások már összetett bemondások, egymás kombinálásával, és egymás értékszámának összeadásával jöttek létre. Így a legnagyobb nyerhető pont kontrázás nélkül, alap partin 48 egység. A pontokkal kapcsolatban fontos megjegyezni, hogy a játék előtt tisztázva legyen, hogy játsszák-e a rebetlit, redurchmarst. A 20-100 értéke valahol 8, de általában 6 értéket ér. Durchmars 7, redurchmars 14. Ha a színek különböző értékűek, akkor az ulti egy bonyolultabb változatáról, a színlicites rablóultiról beszélünk.
Itt a makk szín 1x-es, a zöld színű bemondások 2x, a tök 3x, a piros színű licitek pedig 4x-es szorzót jelentenek az alapértékekhez képest.

### Csendes bemondások
A csendes bemondások annyit jelentenek, hogy az elején nem történtek meg bemondásra, csak a végén a 10. körben vagy a 10. kör után a számolásnál derül rájuk fény. Így a csendes bemondásoknak 4 fajtája van.
Csendes 100: Ha a védők vagy a bemondó össze tudnak gyűjteni 100 vagy több pontot. Ez bélákkal és ütésekkel együtt lehetséges. Ha valaki összegyűjtötte, akkor a pontérték a dupláját éri. Ez egy embernél akár lehet csendes 40-100 vagy csendes 20-100 is. A fenti táblázatból leolvasható. A (!)-lel jelöltek esetén csak a partira adott kontrák számítanak és azok szorzódnak kettővel, az ultira nem, minden más licitnél a csendes bemondás(oka)t a legnagyobb kontra pontértéke szorozza, az alábbi két csendes bemondásnál is.
Csendes ulti: A táblázatban található, hogy mely esetekben lehetséges. Ez esetekben akkor teljesül, ha bemondás nélkül valaki az utolsó körben adu 7-essel üt. Csendes ultit is el lehet bukni, de csak a 10. körben, ha valakinek a 7-esét elütik. Akkor az elütött értéket kontrákkal és az elütött értéket kell simán (kontrák nélkül) még egyszer számolni.
Csendes négy ász: általában a felvevő teljesítheti, de csak abban az esetben, ha vállalásai között nem szerepelt a durchmars. Védőként is elszámolható, de csak akkor, ha azt az egyik védő egyedül teljesítette. Értéke a bemondott fele, azaz két egység, piros színben 4 egység.
Csendes durchmars: Akkor teljesül, ha valaki mind a 10 körben üt, előzetes bemondás nélkül. Akkor van elbukva, ha az első 9 kört nyeri, de az utolsót elbukja.

## Kártyalapértékek
A kártyalapok értékének két eltérő sorrendje van:
- Adujátékban az azonos színű lapok csökkenő sorrendje: ász, 10, király, felső, alsó, 9, 8, 7
- Színtelen vagy adu nélküli játékban az azonos színű lapok csökkenő sorrendje: ász, király, felső, alsó, 10, 9, 8, 7

Adujáték esetén az adu színe mindhárom másik szín felett áll.
A lerakott lapokat kötelező felül ütni, adujáték esetén ha nincs egy bizonyos színből, akkor aduval. Ha nincs aduból sem, akkor bármit lehet rátenni. Színtelen (adu nélküli) játék esetén csak színre színt kell rakni, ha az nincs, akkor mindegy, mit rak a hívott lapra a játékos. A lapokat mindkét esetben az viszi, akinél a legnagyobb lap volt. Ha volt a vitt lapok között adu is, akkor akinél a legnagyobb adu volt.

## Kontrázás
A kontrázás az első kör egyik meghatározó művelete lehet. Ez nem kötelező, hanem opcionális. Akkor történik meg, ha a védők közül az egyik (vagy mindkettő) játékos úgy érzi, meg tudja buktatni az adott licitálást vagy annak egy részét. Így kontrázni nem csak az egészre, hanem annak részeire is lehet, mint: „kontra parti”, „kontra ulti”.
Ismert kontrák:
| Neve            | Ki mondja? | Szorzója |
| --------------- | ---------- | -------- |
| Kontra          | Védő       | ×2       |
| Rekontra        | Bemondó    | ×4       |
| Szubkontra      | Védő       | ×8       |
| Mordkontra      | Bemondó    | ×16      |
| Hirschkontra    | Védő       | ×32      |
| Fedák Sári      | Bemondó    | ×64      |
| Kerekes bicikli | Védő       | ×128     |

A bukott kontrázott ulti az egyetlen licit fajta, amely esetén nem a dupláját fizeti a licitáló, hanem pedig az ulti értékének 3x-osát, rekontra esetén 5x -ösét, stb. Azaz színben kontrázva bukva 12, rekontrázva 20, pirosban kontrázva bukva 24, rekontrázva bukva 40 egységnyit fizet a bemondója mindkét védő játékosnak.
A hirschkontra után a kontrázás mehet a „csillagos égig”, ugyanúgy felváltva és dupla szorzót érve, a két leggyakoribb következő név a „Fedák Sári” és a „kerekes bicikli”, de ez már nem megszabott. Lehet bármi, ami a védő(k) és a bemondó eszébe jut, pl. kutya-macska, anyucicája… Ugyanakkor meg kell jegyeznünk, hogy a rekontra feletti kontra fokozatok leginkább a hazárdjáték kategóriába illenek.

## Játéktípusok
| Tipus     | Mikor nyert | Mikor vesztett | Nyert                | Vesztett                               | Adujáték |
| --------- | --- | --- | -------------------- | -------------------------------------- | -------- |
| Passz     | A bemondó a játék pontértékének legalább felét viszi. | A bemondó a játék pontértékének felénél kevesebbet vitt. | 1 (parti)            | 2 (parti)                              | Igen     |
| 40-100    | A bemondónak 40-e van, és ütésből 60-at fog szerezni. Megjegyzés: további 20 bemondás nem lehetséges.                                                             | A bemondónak nem sikerült 60 pontot ütnie. | 4 (parti)            | 8 (parti)                              | Igen     |
| 20-100    | A bemondónak 20-a van és ütésből 80-at fog szerezni. Megjegyzés: további 20 és 40 bemondás nem lehetséges.                                                        | A bemondónak nem sikerült 80 pontot ütnie. | 8 (parti)            | 16 (parti)                             | Igen     |
| Ulti      | A bemondó adu 7-essel üt az utolsó (10.) körben. | A bemondónak előbb ki kellett raknia az adu 7-est, vagy elütötték az utolsó körben más aduval.                                                                    | 4 (ulti) + 1 (parti) | 4 (ulti) + 4 (bukott ulti) + 1 (parti) | Igen     |
| Betli     | A bemondó semmit sem üt. | A bemondó ütött legalább 1 lapot | 5                    | 5                                      | Nem      |
| Durchmars | A bemondó mindent üt. | A bemondónak elütötték legalább 1 lapját | 6                    | 12                                     | Lehet    |
| Piros     | Nem önálló bemondás, hanem előtag. Növeli a bemondás pontértéket. Kivételek: lásd betli és durchmars a licittáblázatban.                                          | Nem önálló bemondás, hanem előtag. Növeli a bemondás pontértéket. Kivételek: lásd betli és durchmars a licittáblázatban.                                          | x 2                  | x 2                                    | Piros    |
| Terített  | Nem önálló bemondás, hanem előtag. Növeli a bemondás pontértéket. Nagyobb a hibalehetőség a terítés miatt. Kivételek: lásd betli és durchmars a licittáblázatban. | Nem önálló bemondás, hanem előtag. Növeli a bemondás pontértéket. Nagyobb a hibalehetőség a terítés miatt. Kivételek: lásd betli és durchmars a licittáblázatban. | x 4                  | x 4                                    | Lehet    |

## Ultizós kifejezések
Az alábbi kifejezések gyakoriak a kártya világában, az ultiban kifejezetten sokszor előfordulnak:
- Második passz • piros passz.
- Harmadik passz • szín 40-100 ultit mond egy játékos.
- Itt még egy ulti • piros ultit mond a játékos, az előtte lévő sima ulti után.
- Ultimó • az ulti egy másik neve.
- Megbotlott • az ulti, amit előtte mondtak nem sikerül, mivel a következő játékos bemondott egy betlit.
- Viszik Ilonkát • egy magas lapot, 10-est vagy ászt visz el az egyik játékos.
- Überelem • felülütöm és viszem a kört.
- Talon • két lefordított kártya az ulti játszma elején, amelyeket a kezdő játékos felvehet és abból bemondást (licitálást) tehet.
- Bélás • felső és király egy színből, valakinek a kezében a játék kezdetén. Ez aduból 40-et, más színből 20-at jelent, ha nem betli, vagy durchmars a játszma.
- Számomra passz (játék közben) • feladom, bedobom a lapjaimat, fizetem a többieknek.
- Kocsi, ló • megkontrázom a partit is és az ultit is.
- Pénz az ablakban • senki nem kap semmit, mert a bukott pontok (pénz) = nyert pontok (pénz) mindhárom játékosnál.
- Renonsz (renonce) • az egyik játékos szabálytalanságot követett el, így ő fizeti az adott kört.
- Mit mondott az öreg tímár? Ez az ulti, nem ulti már! • Amikor a játék vége előtt kiderül, hogy a felvevő nem tudja teljesíteni a vállalt ultijátékot.
- Azt mondta az öreg pék is, hogy ez bizony ulti mégis! • Amikor az ellenfél kételyei és/vagy esetleges kontrája ellenére a felvevő teljesíti az ultit (esetleg a "Mit mondott az öreg tímár?"-ra adott válaszként).
- Gyáva népnek nincs hazája! • Amikor a játékos hazárd jelleggel felveszi a talont, arra számítva, hogy a játékához szükséges lapok vannak lent.
- Minden kontra! • Az egyik játékos előre bejelenti, hogy kiszáll a további licitkörökből. Ellenben erős lapja van kontrázáshoz. Például "skart" (színhiányos, ami betli ellen erős).
- Hivatalból kontrázom! • Nem illendő a játék közben fölöslegesen beszélni, de betli játék kezdetén a kontrák helyén, védő társamnak jelzem, hogy színhiányom van, és egyben kontrát jelentek be.
- Bis Gromoboj • A kontrázás legmagasabb foka a 20. század első felében, az ötvenes években még használták.[3]

## Más kártyajátékok magyarkártyával
- Snapszer
- Huszonegyes
- Zsírozás
- Makaó (kártyajáték)

## Külső hivatkozások

### Szabályok
- Ulti játéXabályok
- Rablóulti – társasági
- Az ultikedvelők kezdőlapja[2]

### Egyéb
- Magyar Ulti Szövetség honlapja
- Ulti játékprogram
- MiMi.hu játék meghatározás [Tiltott forrás?]
- Ultiról többet
- Widder Lajos: Ulti könyv; Minerva, Bp., 1963
- Pais József: Ulti, tarokk és néhány kis játék. Kis kártyakódex; Hungariasport, Bp., 1990
- Jánoska Antal–Levente József–Zsigri Gyula: Rablóulti. A kártya és az ultijáték története, szabályai, ultilexikon; Herz Armatura Hungária Kft., Bp., 2006
- Hajdu Imre–Benyovszki Pál–Prorok Márton: Ulti kezdőknek és haladóknak; ill. feLugossy László; Ekren, Bp., 2007